# Burpee (exercice)
Pour les articles homonymes, voir Burpee.
Le burpee est un exercice de musculation et d'aérobic sollicitant l'ensemble du corps. Il est nommé d'après le physiologiste américain Royal H. Burpee, qui l'a développé à l'occasion de sa thèse de physiologie appliquée, soutenue à l'université Columbia en 1940. L'exercice original consiste en un enchaînement très simple à répéter en boucle : une flexion des jambes les mains au sol, suivie d'un lancer des pieds en arrière pour arriver en position de planche, tout en gardant les bras tendus, puis d'un retour en position de squat avant de finalement se relever. De nombreuses variantes intègrent d'autres exercices au sein de la boucle, les plus communs consistant en un saut à la dernière étape ou une pompe au moment de la position de planche.

## Origine
Le burpee a été développé dans le cadre de la thèse du physiologiste américain Royal Huddleston Burpee, présentée en 1940 sous le nom Seven quickly administered tests of physical capacity and their use in detecting physical incapacity for motor activity in men and boys (« Sept évaluations rapides des capacités physiques et leur utilisation dans la détection de l'incapacité physique dans l'activité moteur chez les hommes et les garçons »).

## Exercice

### Exercice original
L'exercice original se déroule ainsi :
1. Commencer en position debout.
2. Fléchir les jambes, pour poser les mains au sol.
3. Lancer les pieds en arrière pour arriver en position de planche, tout en gardant les bras tendus et le dos droit.
4. Ramener immédiatement les pieds pour revenir en position jambes fléchies.
5. Se relever.

## Variantes
L’avantage de ce mouvement est qu’il se décline en de nombreuses variantes, ce qui permet à chacun de pouvoir adapter l’exercice à ses capacités et objectifs.
En voici quelques exemples :
- Les burpees avec pompes : consiste simplement à faire une pompe lorsque vous vous retrouvez face au sol.
- Les burpees avec sauts : en fin d'enchaînement, lorsque vous vous retrouvez accroupis, ajoutez un saut vertical.
- Les burpees avec traction : à la suite du mouvement traditionnel, ajoutez un ou plusieurs mouvements de tractions (nécessite d’être équipé d’une barre de traction).
- Les burpees avec charge additionnelle : variante qui consiste à réaliser l’exercice avec des haltères, un medecine ball, des lests aux chevilles, un gilet lesté ou toute autre charge additionnelle qui puisse être utilisée tout au long du mouvement.

L’exercice peut également être réalisé sur une jambe ou un bras, en variant l’écartement des jambes et/ou des bras, le type de saut, etc… ou encore en mixant différentes variantes.

## Records du monde
Le 17 mai 2014 à Greenwood, Cameron Dorn a battu deux records du monde : celui du plus grand nombre de burpees en 12 heures et celui du plus grand nombre en 24 heures avec respectivement 5 657 et 10 105 burpees.
Le 21 octobre 2013 à Portland, Lloyd Weema a battu le record du monde du plus grand nombre de burpees « poitrine au sol » en 72 heures, avec 9 480 burpees. Cette variante du burpee utilisée en CrossFit consiste à toucher le sol avec le buste et les cuisses et à effectuer un saut en claquant les mains au dessus de la tête, en plus des mouvements d'origine.
Le 11 mai 2024, avec 8 523 burpees en 12 heures, le record du monde est établi à Narbonne par Joseph Salas.